# Bobby Tambling
Robert Victor „Bobby“ Tambling (* 18. September 1941 in Storrington, Horsham (District)) ist ein ehemaliger englischer Fußballspieler und Fußballtrainer.

## Karriere
Als Stürmer mit ausgeprägten Torinstinkt unterschrieb der Brite 1957 einen Vertrag beim FC Chelsea, zuerst als Jugendspieler, dann im Jahr 1959 als Profi. Sein Debüt gab er gegen West Ham United in diesem Jahr. Bei diesem Debüt erzielte er auch gleich sein Premierentor. Nach dem Abstieg 1962 wurde er vom neuen Trainer Tommy Docherty zum neuen Kapitän der Mannschaft ernannt. Er stieg mit den Blues im darauffolgenden Jahr wieder auf. Im Aufstiegsjahr gab Tambling auch sein Debüt in der englischen Nationalmannschaft. Im November 1963 durfte er gegen Nordirland ran. 1965 wurde er englischer League-Cup-Sieger mit dem FC Chelsea. Nachdem er nur mehr selten eingesetzt worden war, wechselte er 1970 zu Crystal Palace. Nach zwei weiteren Einsätzen und einem Tor im Nationalteam ging er im Oktober 1973 nach Irland zu Cork Celtic, mit denen er sofort irischer Meister wurde. 1974 beendete er seine reine Spielerkarriere und wurde bis 1977 Spielertrainer bei Cork Celtic. 1984 wurde er noch einmal Trainer bei Cork City.
Bobby Tambling war bis zum 11. Mai 2013 der Chelsea-Spieler mit den meisten Toren in allen Wettbewerben für den CFC, nämlich 202. Abgelöst wurde er durch Frank Lampard.

## Erfolge
- englischer League-Cup-Sieger 1965 mit dem FC Chelsea
- irischer Meister mit Cork Celtic 1974